# گولنبرگ (راینلاند-فالتس)
گولنبرگ (به آلمانی: Gollenberg) یک شهر در آلمان است که در بیرکنفلد واقع شده‌است. گولنبرگ ۱۴۳ نفر جمعیت دارد.